# Sự mất tích của Brianna Maitland
Brianna Maitland mất tích ngày 19 tháng 3 năm 2004, sau khi rời nơi cô làm việc rửa bát là nhà trọ Black Lantern tại Montgomery, Vermont, Mỹ. Chiếc xe hơi của Maitland được tìm thấy vào  một ngày sau, đang đỗ trước một căn nhà bỏ hoang, cách nơi làm việc khoảng một dặm. Sau hơn muời năm mất tích, tung tích của cô vẫn chưa được biết tới.

## Mất tích
Tại thời điểm mất tích, Brianna đang sống cùng một người bạn, Jillian Stout, tại nhà của bố Jillian ở Sheldon, Vermont, cách Montogomery khoảng 20 dặm (32 km) về phía Đông. Vào khoảng 3:30 chiều thứ sáu ngày 19 tháng 3 năm 2004 Brianna viết một lời nhắn cho Jillian rằng cô sẽ về nhà sau khi đi làm rồi khởi hành tới quán trọ Black Lantern vài giờ sau bằng chiếc sedan đời 1985 của Oldsmobile. Sau một buổi tối bận rộn, nhưng ít sự kiện tại nơi làm việc, Brianna rời khỏi chỗ làm vào lúc 11:20 tối. Cô nói với đồng nghiệp rằng cô phải về nhà nghỉ ngơi để đi làm sáng hôm sau tại St. Albans. Cô được nhìn thấy rời khỏi nhà trọ bởi ít nhất một đồng nghiệp, đều là ở một mình trên xe trong lời khai của mọi nhân chứng.
Đầu giờ chiều ngày hôm sau, một cảnh sát tuần tra thuộc Cảnh sát bang Vermont được phái tới để điều tra về một chiếc xe khả nghi trước cửa của một ngôi nhà bỏ hoang trên Đường 118 ngoại ô Montgomery, cách nàh trọ Black Lantern khoảng 1 dặm. Xe của Brianna được tìm thấy trong tư thế lùi vào một bên của ngôi nhà. Người địa phương gọi ngôi nhà này là "nhà cổ Dutchburn", nó làm thủng một lỗ ở rìa sau chiếc xe. Một tấm gỗ của ngôi nhà nằm trên nắp cốp xe. Hai tờ ngân phiếu tiền lương của Brianna từ nhà trọ Black Lantern được tìm thấy tại ghế hành khách phía trước của xe. Người cảnh sát được phái tới điều tra cho rằng chiếc xe đã bị bỏ lại, nhiều khả năng là bởi một tài xế say rượu. Một chiếc xe kéo đã đưa chiếc xe khả nghi về bãi đậu xe để chờ chủ nhân chiếc xe đến nhận lại.
Do sự kết hợp tình huống, nhiều ngày trôi qua trước khi mọi người nhận ra việc Brianna đã mất tích. Cảnh sát đã không liên lạc với Kellie Maitland, mẹ của Brianna, và là người đi đăng ký chiếc xe Oldsmobile, khi chiếc xe được tìm thấy. Kellie không biết rằng chiếc xe đã được tìm thấy cho tới thứ năm tuần sau đó, gần một tuần sau khi con bà bỏ lại chiếc xe. Jillian Stout thấy lời nhắn của Brianna vào tối thứ sáu, 19 tháng 3, cô đi chơi cả cuối tuần, và quay trở lại vào thứ hai, phát hiện ra tờ giấy vẫn và mọi đồ đạc vẫn như trước khi cô rời đi. Nghĩ rằng Brianna đã đi nơi khác vào dịp cuối tuần, cô đợi đến hôm sau (thứ ba) mới gọi cho Kellie để hỏi về Brianna. Sau khi nhận được tin, Kellie cố gắng gọi điện để định vị Brianna. Nhưng mọi nỗ lực đều không thành công, và vẫn không biết rằng xe của Brianna đã được tìm thấy, Kellie đã làm đơn báo cáo mất tích. Vào buổi sáng thứ năm, 25 tháng 3, Kellie và chồng Bruce Maitland tới trụ sở Sở Cảnh sát bang Vermont ở St. Albans để đưa ảnh Brianna. Khi một cảnh sát cho họ xem ảnh chiếc xe đậu bên ngôi nhà bỏ hoang, họ ngay lập tức nhận dạng được chiếc xe là của Brianna và nhận ra rằng Brianna có thể là nạn nhân của một vụ chơi xấu.
Ít nhất ba nhân chứng báo cáo rằng họ đã nhìn thấy xe của Brianna đỗ cạnh nhà Dutchburn trong buổi đêm ngày 19 và 20 tháng ba và trong số đó một người đã chụp hình chiếc xe vào sáng ngày 20 tháng ba.  Một người lái xe qua hiện trường khoảng từ 11:30 và 12:30 đêm cho biết rằng có thể đèn pha chiếc xe vẫn bật, nhưng không thấy bóng người quanh chiếc xe. Người thứ hai, lái qua hiện trường khoảng từ nửa đêm tới 12:30 sáng, nhớ rằng có ánh đèn rẽ vẫn nhấp nháy. Khoảng 4:00 giờ sáng, một người bạn trai cũ của Brianna lái qua hiện trường sau một đêm tiệc tùng. Anh ta nhận ra chiếc xe của Brianna, nhưng không thấy ai quanh đó. Buổi sáng tiếp theo, nhiều người lái xe máy đi qua và thấy hiện trường lạ đến mức họ dừng lại để chụp ảnh chiếc xe. Một người đã chụp ảnh hiện trường nhận thấy những thay đổi đáng nghi ngờ như có một bình nước, và một chiếc vòng tay hay vòng cổ nằm trên mặt đất cạnh chiếc xe.